# Max Hopp (Schauspieler)

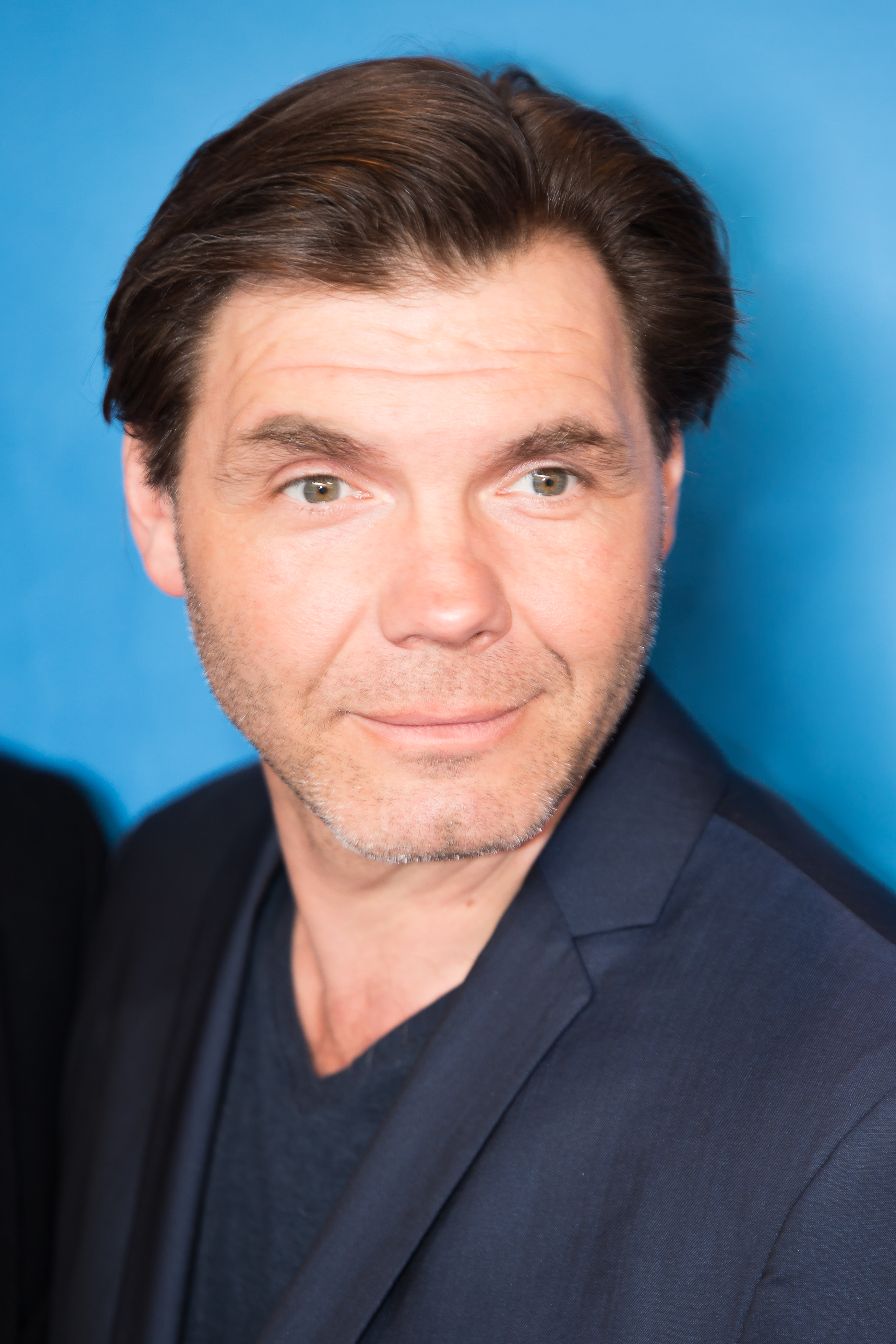
Max Hopp Berlinale 2017

Max Hopp (* 26. Juli 1972 als Marcus Hopp in Ost-Berlin) ist ein deutscher Schauspieler und Regisseur. Er wirkt seit 1995 in etlichen Theaterinszenierungen und spielte bislang in über 70 Film- und Fernsehproduktionen. Einem breiteren Fernsehpublikum wurde er ab 2007 als der schrullig-pflichtbewusste Polizeichef Mark Dononelli in der ZDF-Arztserie Doktor Martin bekannt.
Er ist  mit Doris Decker verheiratet.

## Leben

### Herkunft und Ausbildung
Max Hopp, Sohn eines ehemaligen Konsummitarbeiters, machte nach der 10. Klasse als „Fachverkäufer für Waren des täglichen Bedarfs“ eine Lehre. Hans-Joachim Preil riet ihm, an die Schauspielschule zu gehen, nachdem er dessen nachgeahmte Auftritte seiner Herricht & Preil-Sketche sah. Von 1992 bis 1996 absolvierte er seine Schauspielausbildung an der Hochschule für Schauspielkunst Ernst Busch in Berlin.

### Theater
Sein Bühnendebüt gab Hopp 1995 im wiedervereinigten Deutschland am Bremer Theater in dem Singspiel Anatevka. Feste Engagements hatte er unter anderem am Schauspielhaus Hamburg (1996 bis 2000), am Schauspielhaus Zürich (2001 bis 2005), bei den Münchner Kammerspielen (2001 bis 2003) und am Deutschen Theater Berlin (2002). Seit 2005 arbeitet Max Hopp regelmäßig an der Volksbühne Berlin am Rosa-Luxemburg-Platz.
In der Spielzeit 2012/2013 war Max Hopp am Theater Basel zusammen mit Michael von der Heide in der Rockoper The Black Rider (Regie: Corinna von Rad) in einer Hauptrolle zu sehen. In der Spielzeit 2019/2020 inszenierte Max Hopp als Regisseur die Oper Zanaida am Staatstheater Mainz.
Am Theater spielte er unter Regisseuren wie Barbara Bilabel, Dimiter Gotscheff, Christoph Marthaler, Frank Castorf, Ronald Steckel, Ulrich Waller, Luk Perceval, Calixto Bieito und Elke Lang.
Max Hopp ist Mitbegründer des nootheater, einer Berliner Künstlergruppe, deren erste Arbeit der Dokumentarfilm Das schöne Licht der Utopie ist.

### Film und Fernsehen
Seit 2000 wirkt Max Hopp regelmäßig in Film- und Fernsehproduktionen, nachdem er bereits als Jugendlicher zwischen 1986 und 1989, noch unter seinem Geburtsnamen Marcus Hopp, an der Seite von Hans-Joachim Preil in der Lustspielreihe des Fernsehens der DDR Ferienheim Bergkristall als Robert Schneeberger, später Robert Wachtel, mitwirkte. 2006 spielte er unter anderem in Uwe Jansons Theaterverfilmungen Lulu nach Frank Wedekind und Peer Gynt nach Henrik Ibsen. Ab 2007 wurde er einem breiteren Fernsehpublikum durch die Rolle des schrullig-pflichtbewusste Polizeichef Mark Dononelli in der ZDF-Arztserie Doktor Martin. Von 2007 bis 2018 war er als Thorsten Müller regelmäßig in der Krimireihe Bella Block an der Seite von Hannelore Hoger zu sehen. Von 2014 bis 2022 verkörperte er neben Katrin Sass in der Fernsehreihe Der Usedom-Krimi den penibel ermittelnden Staatsanwalt Dr. Dirk Brunner. In seiner letzten Usedom-Folge verabschiedet sich Dr. Brunner mit einem selbst verfassten Haiku: "Hoffnung blüht immer, selbst im eisigen Winter, wenn Freundschaft sie nährt."

In der ZDF-Herzkino-Filmreihe Nächste Ausfahrt Glück spielt er seit 2020 als Georg Wegener den Burghauptmann der Wartburg und Ehemann der von Valerie Niehaus verkörperten weiblichen Hauptfigur.

## Filmografie

### Kino
- 1989/90: Abschiedsdisco
- 2003: Richard Sorge – Spion aus Leidenschaft (Spy Sorge)
- 2004: Männer wie wir
- 2006: Leben mit Hannah
- 2008: Speed Racer
- 2014: Who Am I – Kein System ist sicher
- 2018: Das schweigende Klassenzimmer
- 2019: Der Goldene Handschuh
- 2021: Bekenntnisse des Hochstaplers Felix Krull

### Fernsehen

#### Fernsehfilme
- 2004: Italiener und andere Süßigkeiten
- 2004: Die Ärztin
- 2004: Zeit nach der Trauer
- 2006: Peer Gynt
- 2011: Rottmann schlägt zurück
- 2014: Die Spiegel-Affäre (Zweiteiler)
- 2014: Bornholmer Straße
- 2015: Brief an mein Leben
- 2015: Herr Lenz reist in den Frühling
- 2015: Hans im Glück
- 2016: Die Glasbläserin
- 2017: Der gleiche Himmel (Dreiteiler)
- 2017: Der König von Berlin
- 2017: Tod im Internat (Zweiteiler)
- 2018: Das Joshua-Profil
- 2018: Wach
- 2019: Gloria, die schönste Kuh meiner Schwester
- 2019: Dein Leben gehört mir

#### Fernsehserien und -reihen
- 1986: Ferienheim Bergkristall – Das ist ja zum Kinderkriegen
- 1987: Ferienheim Bergkristall – So ein Theater
- 1989: Ferienheim Bergkristall – Alles neu macht der May
- 2001: Doppelter Einsatz (Fernsehserie, Folge Blackout)
- 2002: Stahlnetz – PSI
- 2002: Tatort – Schlaraffenland
- 2004: Tatort – Gefährliches Schweigen
- 2005: Polizeiruf 110 – Resturlaub
- 2005: Im Namen des Gesetzes (Folge Geblitzt)
- 2005, 2014: SOKO Köln (verschiedene Rollen, 3 Folgen)
- 2006: Der Adler – Die Spur des Verbrechens (Ørnen: En krimi-odyssé, 2 Folgen)
- 2006, 2015: Alarm für Cobra 11 – Die Autobahnpolizei (verschiedene Rollen, 2 Folgen)
- 2007–2009: Doktor Martin (13 Folgen)
- 2008: Bella Block – Falsche Liebe
- 2009: Bella Block – Das Schweigen der Kommissarin (Teil 1 & 2)
- 2009: Tatort – Wir sind die Guten
- 2010: Stralsund – Außer Kontrolle
- 2010: Tatort – Vergessene Erinnerung
- 2012: Ein starkes Team – Schöner Wohnen
- 2012: SOKO Wismar (Folge Gegen die Uhr)
- 2012: Löwenzahn (Folge Burgen – Das Gespenst von Greifenklau)
- 2012: Bella Block – Unter den Linden
- 2012: Tatort – Fette Hunde
- 2012: Der Turm (Zweiteiler)
- 2013: Küstenwache (Folge Explosive Geschäfte)
- 2013: SOKO Leipzig (Folge Die Wohlfühl GmbH)
- 2013: Wilsberg – Treuetest
- 2013: Letzte Spur Berlin (Folge Wunschbild)
- 2013, 2016: Der Kriminalist (verschiedene Rollen, 2 Folgen)
- 2013: SOKO Wien (Folge Familienbande)
- 2014: Ein Fall für zwei (Folge Gefahr hinter Gittern)
- 2014: Mord mit Aussicht (Folge Gulasch für den Geiselnehmer)
- 2014–2022: Der Usedom-Krimi (Fernsehreihe) → siehe Folgen
- 2015: Die Wallensteins – Dresdner Dämonen
- 2015: Donna Leon – Tierische Profite
- 2015: Helen Dorn – Der Pakt
- 2015: Tatort – Verbrannt
- 2016: Der Alte (Folge Machtgefühle)
- 2017: SOKO Donau (Folge Dicke Luft)
- 2018: Tatort – Bausünden
- 2018: Der Staatsanwalt (Folge: Nachts im Weinberg)
- 2018: Bella Block – Am Abgrund
- 2019: Morden im Norden (Folge Die verlorene Tochter)
- 2019: Die Neue Zeit (6 Folgen)
- 2020: Tatort – Die Nacht gehört dir
- seit 2021: Nächste Ausfahrt Glück
  - 2021: Juris Rückkehr
  - 2021: Beste Freundinnen
  - 2022: Der richtige Vater
  - 2022: Song für die Freiheit
  - 2023: Familienbesuch
  - 2023: Katharinas Entscheidung
  - 2024: Übers Ziel hinaus
- 2021: SOKO Potsdam (Folge: Verlust)
- 2021: Tina mobil (6 Folgen)
- 2022: Tatort – Vier Jahre
- 2022: Das Quartett – Dunkle Helden
- 2022, 2024: Die Kanzlei (4 Folgen)
- 2022: Der Scheich (8 Folgen)
- 2022: Der Taunuskrimi: Muttertag (Filmreihe)

## Theater (Auswahl)
- 2009: Friedrich von Gagern: Ozean – Regie: Frank Castorf (Volksbühne Berlin)
- 2015: Komische Oper Berlin: Eine Frau, die weiß, was sie will: diverse Rollen (gemeinsam mit Dagmar Manzel) – Regie: Barrie Kosky
- 2019: Salzburger Festspiele (Koproduktion mit der Komischen Oper Berlin und mit der Deutschen Oper am Rhein): Jacques Offenbach: Orpheus in der Unterwelt: John Styx (in der Rolle des Hans Styx und Sprecher der Sprechtexte aller Mitwirkenden incl. Geräusche) – Regie: Barrie Kosky
- 2019: Staatstheater Mainz: Zanaida: Regie
- 2022: Deutsche Oper am Rhein: Orpheus in der Unterwelt: John Styx – Regie: Barrie Kosky

## Hörspiele (Auswahl)
- 2004: Heimrad Bäcker: Epitaph – Bearbeitung/Regie: Ronald Steckel (Hörspiel – WDR)
- 2005: Tankred Dorst: Parzivals Weg – Ein Fragment Regie: Beate Andres (DKultur)
- 2011: Karl May: Winnetou I – Bearbeitung: Regine Ahrem, Regie: Hans Helge Ott (Hörspiel – RBB/RB)
- 2012: Thomas Fritz: Elf Wochen und ein Tag – Regie: Beatrix Ackers (Hörspiel – DKultur)

## Auszeichnungen
- 2000: Boy-Gobert-Preis der Körber-Stiftung
- 2016: Deutscher Filmgeist Preis für den Film Morgenröte im Aufgang – hommage à Jacob Böhme von Ronald Steckel, Max Hopp, Klaus Weingarten und Jan Korthäuer[3]
- 2016: Rosa Mars Filmpreis für den Film Morgenröte im Aufgang – hommage à Jacob Böhme[4]